# Chaetodipus
A Chaetodipus az emlősök (Mammalia) osztályának, a rágcsálók (Rodentia) rendjébe, ezen belül a tasakosegér-félék (Heteromyidae) családjába tartozó nem.

## Rendszerezés
A nembe az alábbi 17 faj tartozik:
- Chaetodipus arenarius Merriam, 1894
- Chaetodipus artus Osgood, 1900
- Chaetodipus baileyi Merriam, 1894
- Chaetodipus californicus Merriam, 1889
- Chaetodipus dalquesti Roth, 1976 - korábban Chaetodipus arenarius-nak tekintették
- Chaetodipus eremicus Mearns, 1898
- Chaetodipus fallax Merriam, 1889
- Chaetodipus formosus Merriam, 1889
- Chaetodipus goldmani Osgood, 1900
- Chaetodipus hispidus Baird, 1858
- Chaetodipus intermedius Merriam, 1889
- Chaetodipus lineatus Dalquest, 1951
- Chaetodipus nelsoni Merriam, 1894
- Chaetodipus penicillatus Woodhouse, 1852
- Chaetodipus pernix J. A. Allen, 1898
- Chaetodipus rudinoris Elliot, 1903 - korábban Chaetodipus baileyi-nek tekintették
- Chaetodipus spinatus Merriam, 1889 - típusfaj